# Mosterdberggroeve Zuid

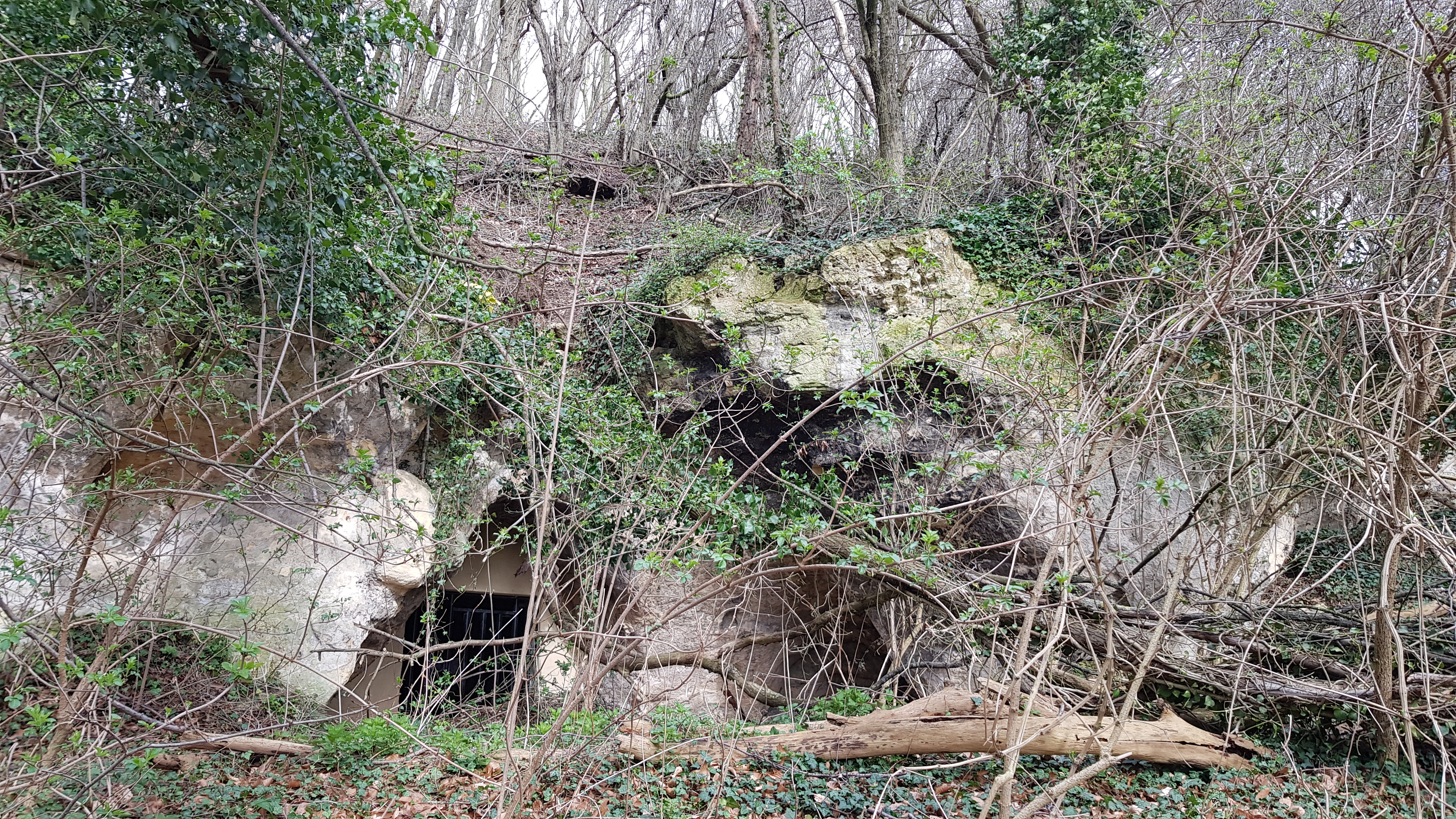
Mosterdberggroeve Zuid

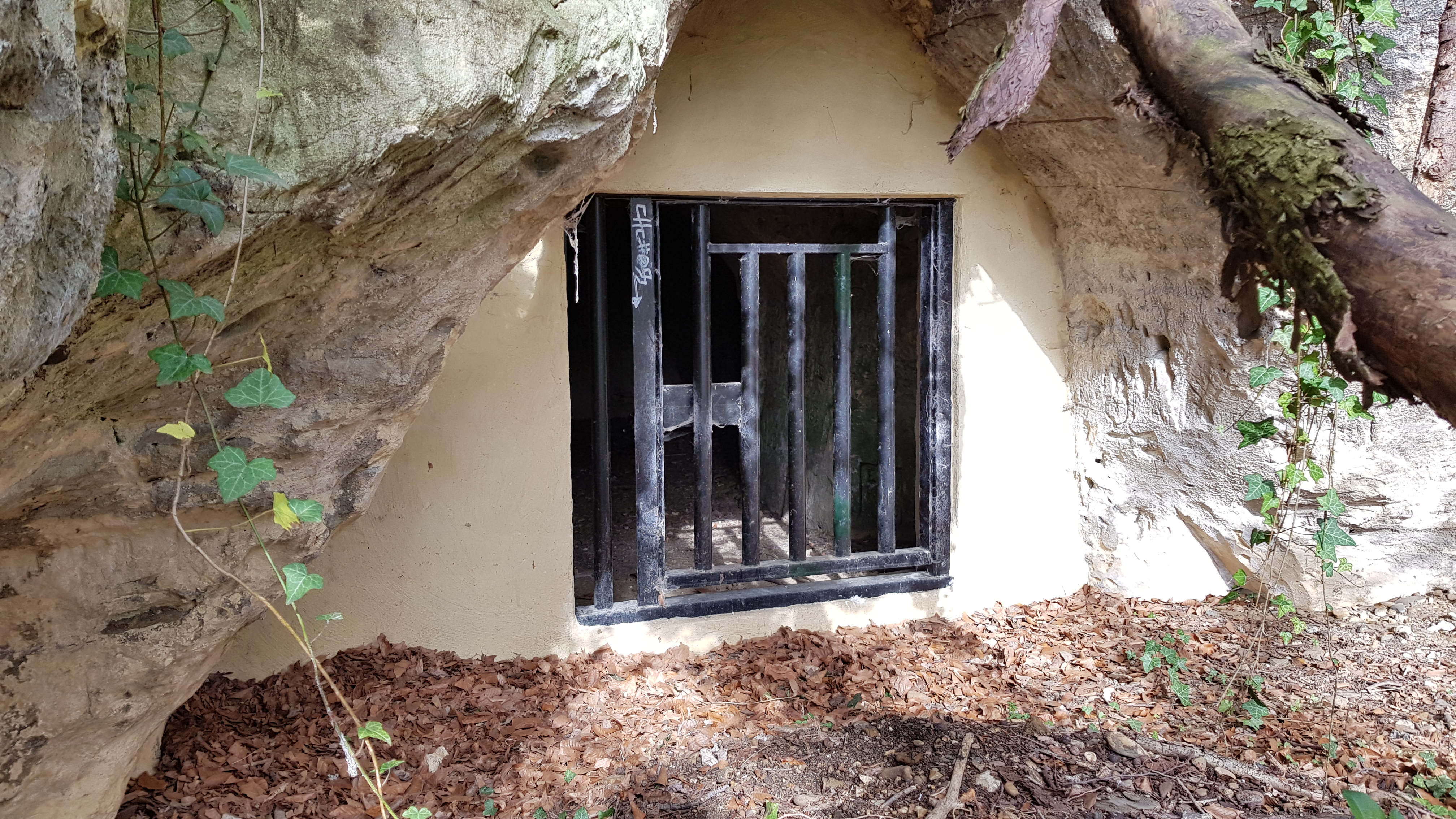
Mosterdberggroeve Zuid

De Mosterdberggroeve Zuid is een Limburgse mergelgroeve bij Cadier en Keer in de Nederlandse gemeente Eijsden-Margraten. De ondergrondse groeve ligt ten noorden van de Heugemerweg, de weg van Cadier en Keer naar De Heeg, in de Mosterdberg in het meest noordelijke deel van het Savelsbos. De groeve ligt aan de westelijke rand van het Plateau van Margraten in de overgang naar het Maasdal. Ter plaatse duikt het plateau een aantal meter steil naar beneden.
Op ongeveer 20 meter naar het noorden ligt de Mosterdberggroeve Noord, op ongeveer 300 meter naar het noorden ligt de Keerderberggroeve en op ruim 400 meter naar het zuiden liggen de Kleinberggroeve Noord en Kleinberggroeve Zuid.

## Geschiedenis
De groeve werd door blokbrekers ontgonnen voor de winning van kalksteenblokken.
In februari 1863 werd er door de gemeenteraad besloten om de groeve met vier roeden woeste gemeentegrond te verhuren aan Lambert Beckers en hij moest in ruil daarvoor twee gulden huur per jaar aan de gemeente betalen. Hij was schoenmaker van beroep en ging er met zijn vrouw Johanna Pasmans wonen. Het gezin woonde waarschijnlijk twaalf jaar in de groeve.
Sinds 1953 is het Savelsbos met ook deze groeve in beheer van Staatsbosbeheer.

## Groeves
De groeve-ingang ligt in een steile helling en heeft een afmeting van twee bij anderhalve meter. De groeve bestaat uit een gang van acht meter lang. Door het achterste gedeelte van de groeve loopt een dalbreuk en zijn er daar vier aardpijpen.
De groeve is afgesloten met hekwerk, zodat onder andere vleermuizen de groeve wel kunnen betreden.

## Geologie
De groeve is uitgehouwen in de Kalksteen van Nekum, vlak onder de Horizont van Caster.